# Жолтаптык
Жолтаптык (каз. Жолтаптық) — село в Железинском районе Павлодарской области Казахстана. Входит в состав Актауского сельского округа. Код КАТО — 554233300.

## Население
В 1999 году население села составляло 317 человек (154 мужчины и 163 женщины). По данным переписи 2009 года, в селе проживало 133 человека (69 мужчин и 64 женщины).